# فرانچسکو بنوسی
فرانچسکو بنوسی (انگلیسی: Francesco Benussi؛ زادهٔ ۱۵ اکتبر ۱۹۸۱) بازیکن فوتبال اهل ایتالیا است.
از باشگاه‌هایی که در آن بازی کرده‌است می‌توان به باشگاه فوتبال هلاس ورونا، باشگاه فوتبال کارپی، باشگاه فوتبال آسکولی، باشگاه فوتبال تورینو، باشگاه فوتبال لچه، باشگاه فوتبال ونتزیا، باشگاه فوتبال اودینزه، باشگاه فوتبال روبور سیه‌نا، باشگاه فوتبال آ. ث. لومتزانه، باشگاه فوتبال لیورنو، باشگاه فوتبال ویچنزا، باشگاه فوتبال پالرمو، و باشگاه فوتبال اتلتیکو آرتزو اشاره کرد.
وی همچنین در تیم‌های ملی فوتبال زیر ۱۸ سال ایتالیا و زیر ۲۰ سال ایتالیا بازی کرده‌است.